# Irmãs Franciscanas de Nossa Senhora do Bom Conselho
As Irmãs Franciscanas de Nossa Senhora do Bom Conselho (sigla F.N.S.B.C.) são um instituto religioso feminino de direito pontifício.

## História
A congregação foi fundada em 24 de abril de 1853 em Papacaça, Pernambuco, pelo missionário capuchinho Caetano de Messina para atender as meninas órfãs e abandonadas que ele recolhia no Colégio do Bom Conselho; a primeira freira do instituto foi Maria de Jesus Teixeira Vilela.
O instituto foi agregado à Ordem dos Frades Menores Capuchinhos a partir de 29 de novembro de 1907 e tornou-se de direito pontifício em 30 de maio de 1957.

## Atividades e difusão
As freiras dedicam-se à educação dos jovens e à assistência aos idosos e às crianças abandonadas.
São difundidos nos estados do Nordeste do Brasil; a sede geral fica em Recife.
No final de 2015 o instituto contava com 115 religiosas em 16 casas.